# الضوي محمد الضوي
الدكتور الضوي محمد الضوي (ولد بالأقصر في 13 أبريل 1989) أكاديمي وشاعر وكاتب مسرحي مصري. حاز جائزة الشارقة للإبداع العربي في مجال المسرح سنة 2014، ومجال أدب الطفل سنة 2022.

## سيرة موجزة
ولد الضوي محمد الضوي عمر بالأقصر سنة 1989. حصل على درجة الليسانس في الآداب من قسم اللغة العربية بكلية آداب جامعة المنيا سنة 2010، ودرجة الماجستير في فلسفة الأدب العربي الحديث عن دراسته "صورة الولي في الرواية العربية المعاصرة" سنة 2015، ودرجة الدكتوراه في فلسفة الأدب العربي الحديث عن دراسته "الرؤية والتشكيل في شعر وديع سعادة" سنة 2020. يعمل مدرسًا بقسم اللغة العربية بكلية آداب جامعة المنيا.

## أعمال منشورة

### مجموعات شعرية
- "كَسُكَّرَةٍ في فمِ الوقت" (مجموعة شعرية)، سلسلة الإبداع الشعري، الهيئة المصرية العامة للكتاب، القاهرة (2022).[8]
- "كان لي خيلٌ فذابت" (مجموعة شعرية)، نُشرت إلكترونيًا بموقع مجلة الرافد، دائرة الثقافة والإعلام في الشارقة (مايو 2021).[9]
- "ابن الوقت" (مجموعة شعرية) عن دار عابر للنشر، القاهرة (2017).[10]
- "إثرَ بلطةٍ في القلب" (مجموعة شعرية)، الهيئة العامة لقصور الثقافة، القاهرة (2016).[11][12]
- "على باب غرفتك المستعارة" (مجموعة شعرية) عن سلسلة ديوان الشعر العربي، الهيئة المصرية العامة للكتاب (2015).[13][14]
- "... وربما أكثر" عن دار المحروسة بالتعاون مع مركز عماد قطرى (2012).[13]

### مسرحيات
- سر اختفاء الشمس (مسرحية للأطفال)، عن دائرة الثقافة والإعلام في الشارقة (2022).[15]
- "فى حضرة الحيرة" (مسرحية شعرية)، عن دائرة الثقافة والإعلام في الشارقة (2013).[13]

## أعمال منشورة في دوريات
نُشِرَتْ له قصائد ومقالات بدوريات الأهرام والأخبار وأدب ونقد والشعر والمجلة والثقافة الجديدة وأخبار الأدب والقاهرة وإبداع وغيرها من الدوريات الورقية والإلكترونية، كما تُرجمت بعض قصائده إلى الإنجليزية ونُشرت سنة 2021 بموقع مجلة Arablit، وهي مجلة تهتم بنشر الأدب العربي المترجم إلى الإنجليزية.

## الجوائز والتكريم
- جائزة الشاعر عبد الله باشراحيل للثقافة والإبداع (2009).[16]
- تكريم ملتقي الشارقة للشعراء الشباب بالأقصر (2010)[16]
- الجائزة المركزية للهيئة العامة لقصور الثقافة عن مجموعته الشعرية الأولى "... وربما أكثر" (2011).[16]
- جائزة إقليم وسط وجنوب الصعيد الثقافي (فرع شعر الفصحى) (2012).
- جائزة بهاء طاهر الأدبية عن اتحاد كتاب مصر (2013).[16]
- جائزة الشارقة للإبداع العربي (فرع المسرح) عن مسرحيته الشعرية "في حضرة الحيرة" (2014).[16]
- جائزة لجنة الشعر بالمجلس الأعلى للثقافة في مجال شعر الفصحى عن ديوانه المخطوط "كان لى خيل فذابت" (2018).[17][18]
- جائزة الشارقة للإبداع العربي (فرع أدب الطفل) عن مسرحيته للأطفال "سر اختفاء الشمس" (2022).[19]